# Peter Outerbridge
1995
Peter Outerbridge (ur. 30 czerwca 1966 w Toronto) – kanadyjski aktor telewizyjny szwedzkiego i bermudzkiego pochodzenia.

## Życiorys

### Wczesne lata
Urodził się i wychowywał w Toronto, w prowincji Ontario jako najmłodsze z pięciorga dzieci prawnika. Dorastał z dwoma braćmi i dwiema siostrami. Jego dziadkowie ze strony ojca w latach 20. byli protestanckimi misjonarzami w Chinach. Po powrocie do Kanady jego dziadek został kapłanem w luterańskim kościele w północnym Ontario.
Po ukończeniu szkoły średniej Outerbridge, studiował aktorstwo na University of Victoria.

### Kariera
Przez cztery lata występował z grupą teatralną Way Off Broadway na wielu scenach w Kanadzie. W 1997 i 2002 roku był nominowany do nagrody Genie jako najlepszy wykonawca za rolę Matta, chłopaka młodej kobiety (Molly Parker) z nekrofilskimi fantazjami w dramacie Zimny pocałunek (Kissed, 1996) oraz jako Robert Kiely w komediodramacie Marine Life (2000) z Cybill Shepherd. W 2013 został uhonorowany nagrodą Genie dla najlepszego aktora w roli drugoplanowej za rolę kanadyjskiego polityka liberalnego George’a Browna w dramacie telewizyjnym John A.: Birth of a Country (2011).

## Życie prywatne
W maju 2000 roku poślubił aktorkę Tammy Isbell, z którą ma bliźniaki - dwóch synów: Samuela i Thomasa (ur. 2004).

## Filmografia

### Filmy fabularne
- 1992: Hate Mail jako Randal
- 1993: Żyć chwilą (For the Moment) jako
- 1993: Reggae na lodzie (Cool Runnings) jako Josef Grull
- 1994: Replikator jako John Cheever
- 1996: Zimny pocałunek (Kissed) jako Matt
- 1999: Lepsze od czekolady (Better Than Chocolate) jako Judy / Jeremy
- 2000: Misja na Marsa (Mission to Mars) jako Sergei Kirov
- 2002: Faceci z miotłami (Men with Brooms) jako James Lennox
- 2003: Cold Creek Manor jako Dave Miller
- 2006: Zabójczy numer (Lucky Number Slevin) jako detektyw Dumbrowski

### Seriale TV
- 1990: 21 Jump Street jako Bill Godwin
- 1992: Secret Service jako Talbot
- 1992: Diagnoza morderstwo (Diagnosis Murder) jako Barry Donovan
- 1995: Droga do Avonlea (Road to Avonlea) jako Count Marek
- 1995: Nieśmiertelny (Highlander) jako Paul Kinman
- 1995: Po tamtej stronie (The Outer Limits) jako dr Andy Groenig
- 1997: Nikita (La Femme Nikita) (gościnnie) jako Roger
- 1998-99: Millenium jako agent specjalny Barry Baldwin
- 1999: Po tamtej stronie (The Outer Limits) jako Ned Bailey
- 2001: Ziemia: Ostatnie starcie (Earth: Final Conflict) jako Joe
- 2001: Po tamtej stronie (The Outer Limits) jako Zach Griffiths
- 2002: Detektyw Monk (Monk) jako Trevor McDowell
- 2003: 24 godziny (24) jako Ronnie Stark
- 2004–2008: ReGenesis jako David Sandstrom
- 2004: Detektyw Murdoch (The Murdoch Mysteries) jako detektyw William Murdoch
- 2008: Fringe jako dr Reyes
- 2008: Sanctuary jako Malcolm Dawkins
- 2009: Punkt krytyczny (Flashpoint) jako Walter Volcek
- 2010: Happy Town jako Dan Farmer
- 2010: Nikita jako Ari Tasarov
- 2011: The Listener: Słyszący myśli jako Magnus Elphrenson
- 2011: W garniturach (Suits) jako Keith Hoyt
- 2012: Piękna i Bestia (Beauty & the Beast) jako Silverfox
- 2012: Bombowe dziewczyny (Bomb Girls) jako Bob Corbett
- 2014: Orphan Black jako Henrik „Hank” Johanssen
- 2014: Detektyw Murdoch (The Murdoch Mysteries) jako ojciec Keegan
- 2015: Zoo jako generał Andrew Davies
- 2016: Designated Survivor jako Charlie Langdon